# جورجيا وود بانغبورن
جورجيا وود بانغبورن (بالإنجليزية: Georgia Wood Pangborn)‏ (1872، قرية مالون في الولايات المتحدة - 1955، نيويورك في الولايات المتحدة)؛ روائية أمريكية. درست في كلية سميث.